# Aston Martin Vanquish (2012)
Друге покоління Aston Martin Vanquish, великого туристичного автомобіля, випускалося між 2012 і 2018 роками британським автовиробником Aston Martin. Він прийшов на зміну DBS, відродив назву моделі 2001—2007 років і був доступний як у кузові купе, так і кабріолет, останній відомий як «Volante».Вивчити / переглянути список неправильних дієслів
Концепт-кар під назвою «Project AM310», розроблений Мареком Райхманом, був представлений на виставці Concorso d'Eleganza Villa d'Este в Ломбардії, Італія, у 2012 році. Серійна версія була показана на кількох заходах у 2012 році: попередній показ на Goodwood Festival of Speed в липні, презентація для групи гостей у London Film Museum також у липні, а також поява на автосалоні в Монтереї в серпні. Vanquish, який базується на архітектурі DB9, а саме на вертикально-горизонтальній платформі, широко використовує алюміній у своїй конструкції. Vanquish був вироблений в Гейдоні, селі у графстві Уорікшир, Англія.
Aston Martin представив Vanquish Volante на конкурсі елегантності в Пеббл-Біч 2013 року, а його поставки розпочалися наприкінці 2013 року. У 2014 році компанія внесла незначні зміни в характеристики двигуна Vanquish. Більш суттєво модифікована версія, що отримала назву Vanquish S, була випущена в 2016 році; її версія Volante була випущена наступного року. Vanquish S отримав такі оновлення, як збільшені кінські сили та крутний момент, а також новий кузовний обвіс. Aston Martin випускав Vanquish Zagato- спеціальне видання — в різних кузовах, включаючи купе, кабріолет, стріляючий гальмо і «спідстер».

## Історія
В автосалоні у Франкфурті в 2003 році компанія Aston Martin представила DB9, спочатку розроблену Яном Каллумом і завершену Хенріком Фіскером .    DB9 був першим автомобілем, який використовував вертикальну/горизонтальну (VH) платформу Aston Martin, і першою серійною моделлю, виготовленою на заводі Aston Martin у Гейдоні, Уорікшир, Англія.    У 2005 році на Женевському міжнародному автосалоні Aston Martin представив Vantage, спортивний автомобіль, розроблений Каллумом і Фіскером.   Побудований на платформі VH, Vantage був розроблений, щоб конкурувати з Porsche 911 та іншими спортивними автомобілями преміум класу.   У 2007 році Aston Martin почав випускати DBS, який прийшов на зміну V12 Vanquish . 
На виставці Concorso d'Eleganza Villa d'Este у травні 2012 року компанія Aston Martin показала концепт-кар під назвою Project AM310.   У червні 2012 року компанія оголосила, що серійна версія автомобіля буде називатися Vanquish   відновивши табличку моделі 2001—2007 років і замінивши DBS як флагманський автомобіль компанії.    Vanquish було продемонстровано на кількох заходах у 2012 році: попередній показ на Гудвудському фестивалі швидкості в липні,   презентація для групи гостей у Лондонському музеї кіно того ж місяця  та поява на Monterey Car Week у серпні.  Офіційне виробництво автомобіля почалося в тому ж році на заводі в Гайдоні. 

## Дизайн і технологія

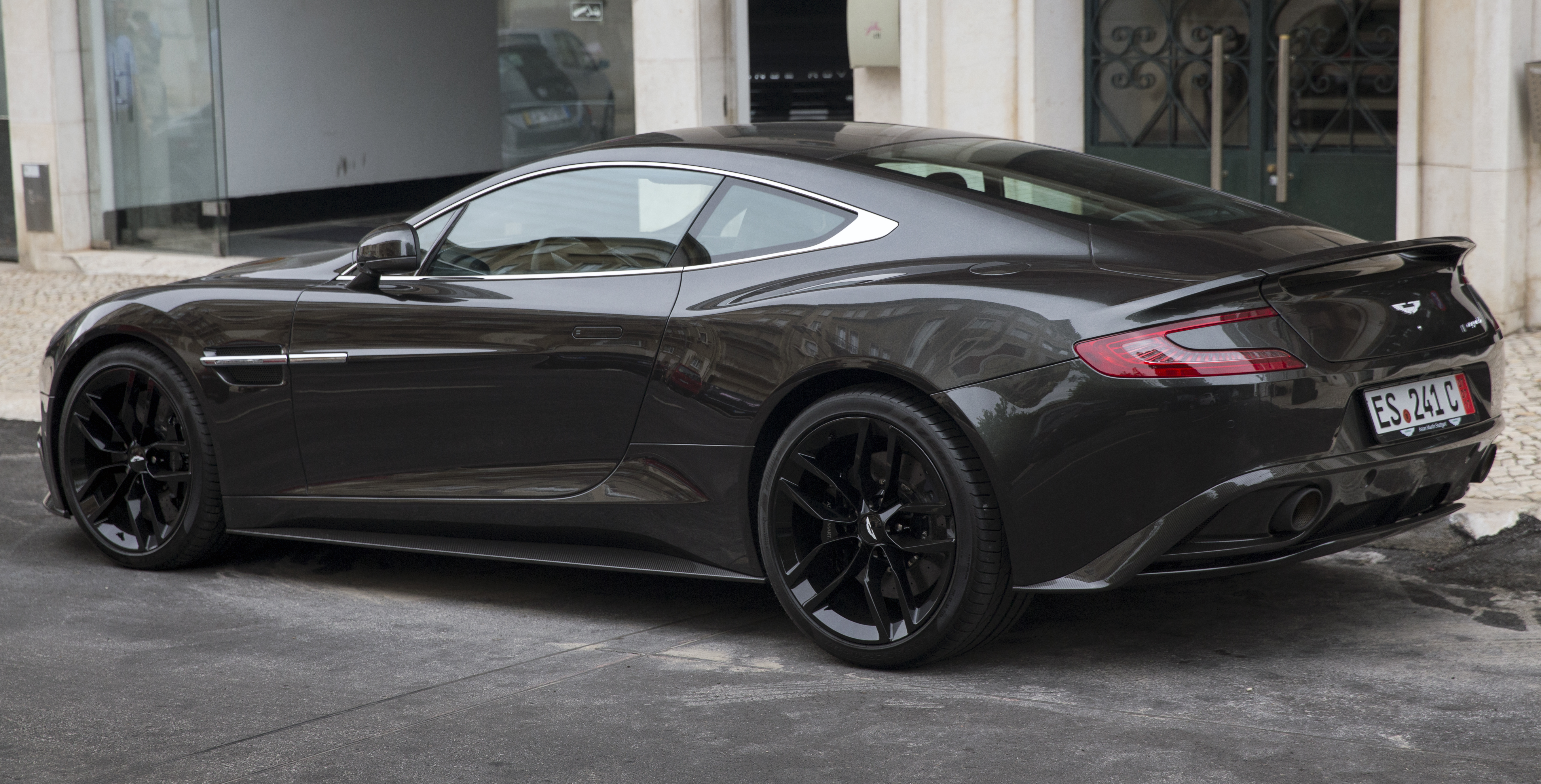
Вид ззаду

Vanquish, розроблений Мареком Райхманом,  базується на платформі Aston Martin VH.    Алюмінієва конструкція Vanquish на тридцять відсотків жорсткіша й легша, ніж у попередника, а його кузов виготовлено з вуглецевого волокна .  Машина має на 25 процентів більше жорсткості на кручення, ніж його попередник, завдяки підрамнику з вуглецевого волокна та великій екструдованій поперечній балці .  Vanquish оснащено стабілізаторами поперечної стійкості та підвіскою на подвійних важелях, що підтримується гвинтовими пружинами .  Алюмінієва конструкція Vanquish майже не змінилася в порівнянні з DBS, DB9 і Rapide, за винятком переробленої передньої частини, яка значно легша. Це дозволяє встановити двигун на 0,7 дюйма (18 мм) нижче, ніж у DBS. 
Vanquish описували, як спортивний автомобіль    і як великий туристичний автомобіль .   Це дводверне купе, доступне, як у двомісній, так і в чотиримісній конфігурації.   Vanquish має двигун, розташований посередині, і конфігурацію заднього приводу .   Гальмівна система використовує вентильовані вуглецево-керамічні диски .   Vanquish має триступеневу регульовану адаптивну систему амортизації, яка дозволяє водієві вибирати звичайний, спортивний і трековий режими.    Автомобіль оснащено шинами Pirelli P Zero.   Агентство з охорони навколишнього середовища Сполучених Штатів повідомило, що Vanquish має рейтинг споживання палива 15 миль на галон США (16 л/100 км; 18 миля/год‑англ.) .  За даними The Sunday Times, рівень викидів CO2 у автомобіля становить 298 грамів на кілометр (16,9 унція/миля) . 
У Vanquish використовується 5,9-літровий двигун V12 , який видає потужність 416 кіловатів (565 PS) при 6750 обертах на хвилину (об/хв) і вихідному крутному моменті 620 ньютон-метр (460 фунтс⋅фут) при 5500 об/хв,   достатньо, щоб дати автомобілю від 0 до 97 км/год (60 миля/год) прискорення 4,3 секунди та максимальна швидкість 295 км/год (183 миля/год) .  Спочатку автомобіль був доступний виключно з шестиступінчастою автоматичною коробкою передач " Touchtronic " виробництва ZF Friedrichshafen .  У 2014 році компанія Aston Martin представила технічні оновлення моделі Vanquish. Модифікації включали нову восьмиступінчасту автоматичну коробку передач, відому як «Touchtronic III», і модернізований двигун, який виробляє 418 кіловатів (568 PS) і 630 ньютон-метр (465 фунт⋅фут) крутного моменту, достатнього, щоб надати машині значення від 0 до 97 км/год (60 миля/год) час розгону 3,6 секунди та максимальна швидкість 323 км/год (201 миля/год) . 
Дизайн Vanquish включає поворотне кермо, біксенонові фари, світлодіодні задні ліхтарі, шкіру та алькантару, передні сидіння  з електроприводом із пам'яттю, а також системи охолодження та підігріву. Його функції підключення включають Bluetooth, супутникове радіо та сумісність з USB . Серед інших стандартних функцій — аудіосистема Bang & Olufsen із тринадцятьма динаміками.   Вантажний простір Vanquish — кабіна та багажник — становить 368 літрів (13,0 фут3), що становить понад 60 процентів більше, ніж у DBS.  

## Варіанти

### Vanquish Volante

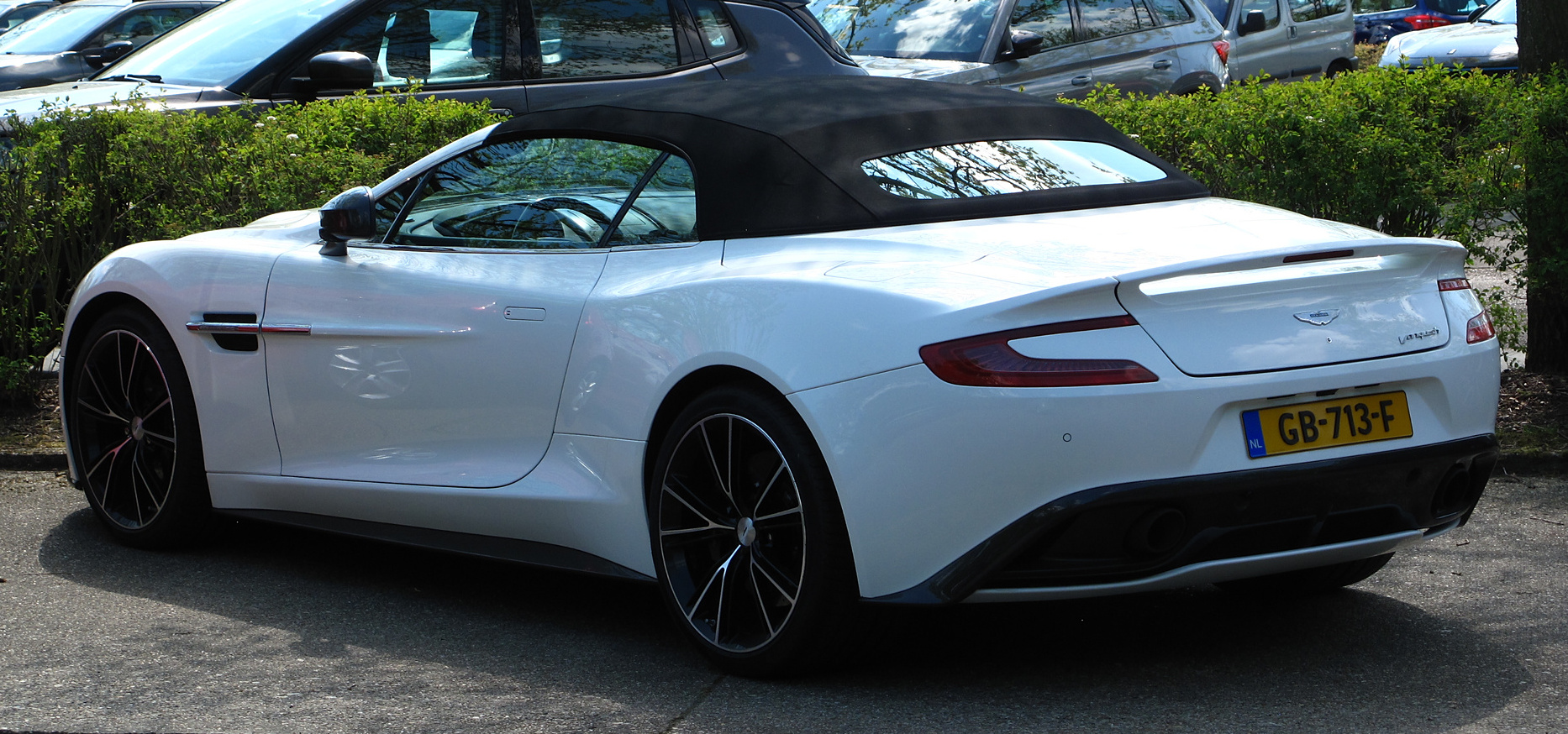
2014 Vanquish Volante

Aston Martin дебютував з Vanquish Volante — кабріолетною версією Vanquish — на виставці Pebble Beach Concours d'Elegance у 2013 році  , а поставки почалися наприкінці 2013 року   Він має виключно чотири місця.  Його максимальна швидкість залишається незмінною, але становить від 0 до 100 км/год (62 миля/год) прискорення зменшилося до 4,2 секунди. При вазі 1 844 кілограми (4 065 фунт), Vanquish Volante становить 105 кілограмів (231 фунт) важчий за купе і 34 кілограми (75 фунт) важче, ніж DBS Volante. Система підвіски була відрегульована відповідно до додаткової ваги. Складний верх Volante, виготовлений із тришарової тканини, відкривається за чотирнадцять секунд. Об'єм багажника автомобіля становить 279 літрів (9,9 фут3) . Як і в купе, його стандартна триступенева адаптивна система амортизації пропонує звичайний, спортивний і трековий режими, які також регулюють електронний контроль стабільності та реакцію дросельної заслінки . 

### Vanquish S
Компанія Aston Martin представила Vanquish S, оновлену версію Vanquish, на автосалоні в Лос-Анджелесі в листопаді 2016 року   Його потужність була збільшена до 595 кінських сил (444 кВт) тоді як його вихідний крутний момент залишився на рівні 630 ньютон-метр (465 фунт⋅фут) . Aston Martin покращив час відгуку трансмісії. Vanquish S також має новий обвіс, що складається з відкритого вуглецевого волокна, точених легкосплавних дисків і карбонових ламелей капота. Сидіння можуть бути оббиті шкірою Bridge of Weir Caithness.  Енді Палмер, головний виконавчий директор Aston Martin, заявив, що Vanquish S крок далі, впевнено заявляючи про себе в асортименті Aston Martin і відрізняючись від нового DB11 ".  

### Vanquish Zagato
Aston Martin випустив чотири версії Vanquish Zagato, спільну роботу між Aston Martin і кузовобудівною компанією Zagato, що складається з таких типів кузовів, як купе, кабріолет, шутинг брейк і «Спідстер». Aston Martin представив концептуальну версію Vanquish Zagato на виставці Concorso d'Eleganza Villa d'Este у травні 2016 року.   21 червня 2016 року Aston Martin оголосив про плани випустити купе Vanquish Zagato обмеженою серією з 99 одиниць.   Перші транспортні засоби були поставлені на початку 2017 року  Aston Martin дебютував у кабріолетній версії — під назвою Vanquish Zagato Volante — на виставці Pebble Beach Concours d'Elegance у 2016 році.  Поставки також почалися в 2017 році, і було виготовлено 99 одиниць.  У 2017 році на Pebble Beach Concours d'Elegance компанія Aston Martin представила Vanquish Zagato Speedster;  Виготовлено 28 одиниць. У серпні 2017 року Aston Martin анонсувала останню модель серії, Shooting Brake, яких було випущено 99.  У порівнянні зі звичайним Vanquish, Zagato має більшу решітку радіатора з вбудованими протитуманними фарами, більш помітний задній спойлер і круглі задні ліхтарі .  

## Припинення
Виробництво Vanquish завершилося в 2018 році. Його змінив DBS Superleggera, який також використовував двигун V12. 

## Рецепція
Журналіст Джеремі Кларксон оцінив стиль автомобіля, зазначивши, що «це чудовий автомобіль […] плавний і гладенький, коли ви цього хочете, хрипкий і божевільний, коли ви цього не хочете, і надзвичайно, чарівно красивий завжди.»  Кларксон також похвалив його «чудовий» інтер'єр, хоча один із його колег, А. А. Гілл не погоджувався, скаржачись, що "це ніби опинитися в одному з тих перегородок для ящиків столу керівника […] Я відчуваю себе, наче я рулон скотчу ".  Джон Сімістер з газети The Independent розкритикував два маленьких задніх сидіння автомобіля, назвавши їх «в основному безглуздими», але він зазначив, що звук двигуна «чудово чіткий і насичений».  Жаклін Троп з The Boston Globe описала Vanquish S як «кістотряс» і «Богоматір», вихваляючи його «громовий» двигун.  Рецензенти автомобілів Edmunds відзначили, що його «прискорення вражає, хоча і не таке жахливе, як у аналогічних суперкарів», водночас зазначивши, що його продуктивність не відповідає високій ціні. 
Майк Дафф з журналу Car and Driver заявив, що інтер'єр Vanquish S має «гарні матеріали та елегантний дизайн, що здебільшого відволікає пасажирів від реальності, з якою насправді не дуже багато чого бавитись».  Дафф також висловив занепокоєння з приводу використання Vanquish платформи VH, зазначивши, що «багато речей, які ви знайдете в масових автомобілях, які коштують десяту частину ціни, просто немає».  Філіп Кінг з газети The Australian похвалив «солодко точні» дросель і гальма Vanquish, але розкритикував його застарілий дизайн, заявивши, що «поруч з DB11 Vanquish виглядає м'язистим, але старомодним».